# Юнацька збірна Франції з футболу (U-17)
Юнацька збірна Франції з футболу (U-17) — національна футбольна збірна Франції, що складається із гравців віком до 17 років. Керівництво командою здійснює Французька футбольна федерація. До зміни формату юнацьких чемпіонатів Європи у 2001 році функціонувала як збірна до 16 років.
Головним континентальним турніром для команди є Юнацький чемпіонат Європи з футболу (U-17), успішний виступ на якому дозволяє отримати путівку на Чемпіонат світу (U-17). Також може брати участь у товариських і регіональних змаганнях.

## Виступи на міжнародних турнірах

### Чемпіонат світу (U-17)
| Рік    | Результат          | І                  | В                  | Н                  | П                  | Г+                 | Г-                 |                    |
| ------ | ------------------ | ------------------ | ------------------ | ------------------ | ------------------ | ------------------ | ------------------ | ------------------ |
| 1985   | не кваліфікувалася | не кваліфікувалася | не кваліфікувалася | не кваліфікувалася | не кваліфікувалася | не кваліфікувалася | не кваліфікувалася | не кваліфікувалася |
| 1987   | чвертьфінали       | 4                  | 1                  | 1                  | 2                  | 6                  | 6                  |                    |
| 1989   | не кваліфікувалася | не кваліфікувалася | не кваліфікувалася | не кваліфікувалася | не кваліфікувалася | не кваліфікувалася | не кваліфікувалася | не кваліфікувалася |
| 1991   | не кваліфікувалася | не кваліфікувалася | не кваліфікувалася | не кваліфікувалася | не кваліфікувалася | не кваліфікувалася | не кваліфікувалася | не кваліфікувалася |
| 1993   | не кваліфікувалася | не кваліфікувалася | не кваліфікувалася | не кваліфікувалася | не кваліфікувалася | не кваліфікувалася | не кваліфікувалася | не кваліфікувалася |
| 1995   | не кваліфікувалася | не кваліфікувалася | не кваліфікувалася | не кваліфікувалася | не кваліфікувалася | не кваліфікувалася | не кваліфікувалася | не кваліфікувалася |
| 1997   | не кваліфікувалася | не кваліфікувалася | не кваліфікувалася | не кваліфікувалася | не кваліфікувалася | не кваліфікувалася | не кваліфікувалася | не кваліфікувалася |
| 1999   | не кваліфікувалася | не кваліфікувалася | не кваліфікувалася | не кваліфікувалася | не кваліфікувалася | не кваліфікувалася | не кваліфікувалася | не кваліфікувалася |
| 2001   | переможець         | 6                  | 5                  | 0                  | 1                  | 18                 | 8                  |                    |
| 2003   | не кваліфікувалася | не кваліфікувалася | не кваліфікувалася | не кваліфікувалася | не кваліфікувалася | не кваліфікувалася | не кваліфікувалася | не кваліфікувалася |
| 2005   | не кваліфікувалася | не кваліфікувалася | не кваліфікувалася | не кваліфікувалася | не кваліфікувалася | не кваліфікувалася | не кваліфікувалася | не кваліфікувалася |
| 2007   | чвертьфінали       | 5                  | 2                  | 2                  | 1                  | 8                  | 6                  |                    |
| 2009   | не кваліфікувалася | не кваліфікувалася | не кваліфікувалася | не кваліфікувалася | не кваліфікувалася | не кваліфікувалася | не кваліфікувалася | не кваліфікувалася |
| 2011   | чвертьфінали       | 5                  | 2                  | 2                  | 1                  | 9                  | 6                  |                    |
| 2013   | не кваліфікувалася | не кваліфікувалася | не кваліфікувалася | не кваліфікувалася | не кваліфікувалася | не кваліфікувалася | не кваліфікувалася | не кваліфікувалася |
| 2015   | 1/8 фіналу         | 4                  | 3                  | 1                  | 0                  | 14                 | 4                  |                    |
| 2017   | 1/8 фіналу         | 4                  | 3                  | 0                  | 1                  | 15                 | 5                  |                    |
| 2019   | третє місце        | 7                  | 6                  | 0                  | 1                  | 22                 | 6                  |                    |
| 2021   | не визначено       | не визначено       | не визначено       | не визначено       | не визначено       | не визначено       | не визначено       | не визначено       |
| Усього | 1 титул            | 35                 | 22                 | 6                  | 7                  | 92                 | 41                 |                    |

### Юнацький чемпіонат Європи (U-17)
| Рік    | Результат          | І                  | В                  | Н                  | П                  | Г+                 | Г-                 |                    |
| ------ | ------------------ | ------------------ | ------------------ | ------------------ | ------------------ | ------------------ | ------------------ | ------------------ |
| 2002   | віце-чемпіон       | 6                  | 1                  | 4                  | 1                  | 5                  | 4                  |                    |
| 2003   | не кваліфікувалася | не кваліфікувалася | не кваліфікувалася | не кваліфікувалася | не кваліфікувалася | не кваліфікувалася | не кваліфікувалася | не кваліфікувалася |
| 2004   | переможець         | 5                  | 5                  | 0                  | 0                  | 11                 | 3                  |                    |
| 2005   | не кваліфікувалася | не кваліфікувалася | не кваліфікувалася | не кваліфікувалася | не кваліфікувалася | не кваліфікувалася | не кваліфікувалася | не кваліфікувалася |
| 2006   | не кваліфікувалася | не кваліфікувалася | не кваліфікувалася | не кваліфікувалася | не кваліфікувалася | не кваліфікувалася | не кваліфікувалася | не кваліфікувалася |
| 2007   | півфінал           | 4                  | 1                  | 1                  | 2                  | 4                  | 6                  |                    |
| 2008   | віце-чемпіон       | 5                  | 2                  | 2                  | 1                  | 8                  | 9                  |                    |
| 2009   | груповий етап      | 3                  | 0                  | 2                  | 1                  | 2                  | 3                  |                    |
| 2010   | півфінал           | 4                  | 2                  | 0                  | 2                  | 6                  | 5                  |                    |
| 2011   | груповий етап      | 3                  | 0                  | 2                  | 1                  | 3                  | 4                  |                    |
| 2012   | груповий етап      | 3                  | 0                  | 2                  | 1                  | 3                  | 6                  |                    |
| 2013   | не кваліфікувалася | не кваліфікувалася | не кваліфікувалася | не кваліфікувалася | не кваліфікувалася | не кваліфікувалася | не кваліфікувалася | не кваліфікувалася |
| 2014   | не кваліфікувалася | не кваліфікувалася | не кваліфікувалася | не кваліфікувалася | не кваліфікувалася | не кваліфікувалася | не кваліфікувалася | не кваліфікувалася |
| 2015   | переможець         | 6                  | 5                  | 1                  | 0                  | 15                 | 2                  |                    |
| 2016   | груповий етап      | 3                  | 0                  | 1                  | 2                  | 0                  | 3                  |                    |
| 2017   | 5-е місце          | 5                  | 3                  | 0                  | 2                  | 13                 | 7                  |                    |
| 2018   | не кваліфікувалася | не кваліфікувалася | не кваліфікувалася | не кваліфікувалася | не кваліфікувалася | не кваліфікувалася | не кваліфікувалася | не кваліфікувалася |
| 2019   | півфінал           | 5                  | 3                  | 1                  | 1                  | 14                 | 6                  |                    |
| Усього | 2 титули           | 47                 | 19                 | 15                 | 13                 | 70                 | 52                 |                    |